# Formatting Objects Processor
FOP (Formatting Objects Processor) — XSL-FO процессор для преобразований XML-файлов в PDF, PostScript и другие форматы.
Для XML-преобразований использует Xalan (FOP распространяется вместе с jar-библиотеками Xalan).
FOP (как и Xalan) — часть общего Apache XML проекта.

## Входные форматы
Apache FOP посредством элемента <fo:external-graphic> поддерживает следующие входные форматы:
- SVG
- Bitmap BMP
- PostScript (только EPS)
- JPEG
- Некоторые подвиды TIFF.

## Выходные форматы
Apache FOP поддерживает отображение в следующие форматы:
- PDF (наилучшая поддержка)
- ASCII текст
- PostScript
- Непосредственный вывод на печать через (PCL)
- AFP
- RTF
- Java 2D/AWT для отображения, печати и отображения страницы в PNG или TIFF.

В процессе разработки:
- MIF
- SVG